# Polémon II du Pont
Pour les articles homonymes, voir Polémon.
Caius Julius Polémon II du Pont (né en 10-15, mort après 64) est un roi client romain nommé roi du Pont, du Bosphore et de Colchide en 38 par Caligula. Son règne sur le Bosphore et la Colchide se termine vers 39-41, alors qu'il continue à régner sur le Pont jusqu'en 64.
Il ne faut pas le confondre avec son parent Marcus Antonius Polemo II, roi client de Cilicie.

## Biographie
Fils d’Antonia Tryphaena et de Cotys VIII de Thrace, il est le petit-fils de Polémon Ier du Pont. 
Après le meurtre de son père, il est élevé comme ses frères à Rome avec Caligula. Ce dernier, devenu empereur, reconstitue pour lui le royaume du « Pont Polémoniaque » en 38 et le nomme également roi du Bosphore et de Colchide, royaumes sur lesquels il ne peut se maintenir face aux prétentions des fils d'Aspourgos du Bosphore. En compensation, il reçoit de Claude des domaines en Cilicie.
En 64, l’empereur Néron supprime définitivement le royaume du Pont et Polémon se retire en Syrie.

### Mariage
Polémon a épousé la princesse Julia Mamaea, qui était originaire du royaume client syrien d'Émèse, Mamaea était une reine d'origine Arabe, Arménienne, Hellénistique et Mède. Le nom Mamaea est un nom d'origine sémitique, tandis que son prénom Julia fait référence à sa citoyenneté romaine. C'était une fille et l'un des quatre enfants du roi-prêtre d'Émèse Sampsigéram II qui a gouverné le royaume d'Émèse de 14 à 42 avec son épouse, la reine Iotapa. Le mariage entre Polémon II et Mamaea est inconnu dans les sources antiques. Le nom de Julia Mamaea et son identité sont révélés par des pièces de bronze. Les pièces de monnaie survivantes provenant de Polémon II et de Mamaea sont extrêmement rares, trois spécimens seulement sont connus. Sur cette monnaie figure son titre royal en grec ΙΟΥΛΙΑΣ ΜΑΜΑΙΑΣ ΒΑΣΙΛΙΣΣΗΣ (de Julia Mamaea la Reine). Par son mariage avec Polemon II, Mamaea est devenue une reine cliente romaine du Pont, du Bosphore et de Colchide.
Dans la ville de Laodicea Catacecaumene, située à 35 km au nord de Konya, dans le district de Sarayönü, sur la route d'Akşehir, le procurateur Glycerinus, un affranchi impérial qui était lié aux domaines impériaux de la ville, a mis en place et dédié une inscription à Julia Mamaea. Cette inscription est datée avant le règne de l'empereur romain Hadrien dont le règne a commencé en 117.

## Postérité
Julia Mamaea a donné deux fils à Polémon qui sont Polémon Eupator et Rheometalces Philocaesar. Les noms des fils de Polémon sont connus car ils ont été conservés par une inscription située à Amphipolis (Grèce) qui commémore Polemon II.

## Actes de Barthélémy et tradition chrétienne
Dans les Actes de Barthélémy, un roi Polymous d'une région arménienne située près de la mer Noire est converti par l'apôtre Barthélémy. Polymous a été identifié à Polémon II du Pont. Selon le Dictionnaire historique, archéologique, philologique, chronologique, « On tient que saint Barthélemy fut écorché vif par Astyage, frère de Polémon, roi d'Arménie, en haine de la religion chrétienne qu'il avait fait embrasser à Polémon. » Après la mort de l'apôtre Barthélémy, Polémon devient évêque.